# Комісія з контролю за казино Нью-Джерсі
Комісія з контролю казино Нью-Джерсі (англ. New Jersey Casino Control Commission) — це урядова установа штату Нью-Джерсі, яка була заснована 1977 року як рада ігрового контролю штату, відповідальна згідно із Законом про контроль казино за ліцензування казино в Атлантик-Сіті. Комісія також видає ліцензії для співробітників казино та розглядає апеляції на рішення Підрозділу контролю ігор Нью-Джерсі. Штаб-квартира комісії знаходиться на проспекті Теннессі та набережній в Атлантик-Сіті.
15 листопада 2010 року сенатори штатів Джеймс Вілан (D-2) та Раймонд Лесняк (D-20) внесли законопроєкт Сенату S12 про зміну Закону про контроль казино в Нью-Джерсі та дерегуляцію галузі казино в Атлантик-Сіті для підвищення конкурентоспроможності казино в інших штатах. Законопроєкт також передав би регуляторні функції від Комісії з контролю за казино до Відділу контролю за іграми. Після слухань в обох палатах законодавчого органу законопроєкт був схвалений 10 січня 2011 року та підписаний законом губернатором Крісом Крісті 1 лютого 2011 року.
Новий закон усунув вимогу комісії мати постійних інспекторів у казино і поклав на Відділ контролю за іграми відповідальність за підтвердження ігрових доходів. Відділ контролю за іграми також взяв на себе обов'язки з реєстраціх співробітників казино, ліцензування організаторів ігор та розгляд усіх скарг спонсорів.

## Уповноважені
Комісія з контролю казино складається з трьох членів, призначених губернатором Нью-Джерсі за порадою та згодою Сенату Нью-Джерсі. Кількість уповноважених було зменшено з п'яти 17 січня 2012 р.
Уповноважені призначаються на термін 5 років. За законом не більше двох уповноважених можуть бути членами однієї і тієї ж партії.
Губернатор призначає одного уповноваженого, який також є членом Управління з розвитку реінвестування казино (CRDA). Другий уповноважений може бути призначений губернатором на посаду члена CRDA замість уповноваженого Департаменту комерції та економічного розвитку або Департаменту у справах громад.
З 26 грудня 2017 року комісією керує Джеймс Т. Плусіс, це восьмий голова Комісії. Його призначив Кріс Крісті, губернатор штату Нью-Джерсі.

### Помітні колишні уповноважені
- Бредфорд С. Сміт, голова, 1994—1998.[7]
- Джеймс Р. Харлі, 1990—2002; Голова, 1998—2002[8]
- Леанна Браун, 1993[9] — 1999
- Стівен П. Перскі, голова, 1990—1994[10]
- Френк Дж. Додд, 1989—1993
- Уолтер Н. Ред, голова, 1982—1989[11]
- Джозеф П. Лорді, голова, 1977—1982

## Підрозділи
- Управління уповноважених
- Генеральний радник
- Управління справами регулятора

## Помітні події
- 1979 року CCC наказав Кліффорду С. Перлману та Стюарту Перлману вийти зі складу керівництва казино Caesars World
- 1979 року голові ради Bally Manufacturing Вільяму Т. О'Доннелу було відмовлено у виданні ліцензії
- 1982 року Х'ю Хефнеру та Playboy Enterprises було відмовлено в ліцензії[12]
- 1985 року компанія Barron Hilton та Hilton Hotels Corporation не змогла отримати ліцензії
- 1989 року Tropicana Hotel & Casino було змушено закритися[13]
- 2007 року Tropicana Hotel & Casino було відмовлено в продовженні ліцензії[14]
- 2010 року CCC схвалив врегулювання між Нью-Джерсійським підрозділом з контролю за іграми та MGM Mirage, завдяки чому MGM відмовилася від 50 % власності в казино готелю Borgata. Це було пов'язано з партнерством MGM у казино Макао з Пенсі Хо, яка була визнана неплатоспроможною[15]
- 2014 року CCC дозволив MGM Resorts International викупити 50 % акцій в казино Borgata Hotel. Це дозволило MGM знову потрапити на ринок Атлантик-Сіті.[16]